# Pieter Venema
Pieter Venema (Waalre, 1960) is een Nederlandse politicus van de PvdA. Van 2008 tot 2010 was hij wethouder van de gemeente Veldhoven.
Venema woont sinds 2000 in Veldhoven. In 2002 nam hij plaats in de raadscommissie Welzijn en Sociale Zaken.
Op 4 januari 2008 werd hij door de PvdA voorgedragen als opvolger van wethouder Frans Hofmeester, die met pensioen ging.
Vervolgens werd hij op 19 februari van datzelfde jaar door de Veldhovense gemeenteraad benoemd tot wethouder.

Zijn portefeuille bevatte financiën, grondzaken, zorg, jeugd en welzijn.
In november 2009 kondigde Venema aan om na de gemeenteraadsverkiezingen van 2010 om persoonlijke redenen niet terug te keren als wethouder in het college. Na de verkiezingen nam de Veldhovense PvdA plaats in de oppositie, waardoor er sowieso geen wethouder namens de PvdA in het college trad.